# Stizocera longicollis
Stizocera longicollis là một loài bọ cánh cứng trong họ Cerambycidae.